# Serilophus rubropygius
Serilophus rubropygius (лат.) — вид птиц семейства рогоклювых (Eurylaimidae). Подвидов не выделяют. Встречается в Бангладеш, Индии, Бутане, Мьянме и на западе провинции Юньнань Китая. Ранее также обитал в Непале, но сейчас, по-видимому, там вымер.

## Таксономия
Этот вид был впервые научно описан в 1839 году британским натуралистом Брайаном Хофтоном Ходжсоном по экземпляру добытому в мае 1836 года в Непале.
Хотя изначально эта птица была описана как отдельный вид, долгое время данный таксон считался подвидом серогрудого рогоклюва (S. lunatus). Однако в 2016 году группа орнитологов во главе с испанцем Хосепом дель Ойо сочла, что отличия в окраске S. l. rubropygius от других подвидов S. lunatus достаточны для выделения первого в отдельный вид.

## Описание
Serilophus rubropygius достигает длины 16–17 см, две измеренные самки весили 33 и 35 г. Макушка, затылок и верхняя часть мантии бледно-серые, а остальная часть спины тёмно-коричневато-серая. Нижняя часть тела серая. У самки на груди имеется серебристая полоса, которая прерывается по направлению к центру груди. "Уздечка" тёмно-серая. Кончики маховых перьев тёмно-синие, второстепенные маховые формируют полосу еще более темно-синего цвета. Ярко-синее пятно на маховых перьях гораздо меньше, чем у серогрудого рогоклюва. Надхвостье и верхние кроющие перья хвоста рыжеватые, а хвост — угольно-черный. Радужная оболочка от изумрудно-зелёной до сапфирово-голубой, окологлазное кольцо бледно-жёлтое.  Ноги желтовато-зеленые или оливковые..
Молодые особи похожи на взрослых особей, но имеют полностью темный клюв, взъерошенные перья на голове и нижних частях тела, каштановую мантию, белые кончики больших кроющих и более тусклый белый цвет.

## Распространение, места обитания и статус
Этот вид встречается на северо-востоке Индии, а его ареал простирается до северо-востока Мьянмы.
Места обитания птиц — тропические и субтропические естественные леса, холмистые и горные районы на высоте от 300 до 2000 метров над уровнем моря. Реже эту птицу можно встретить на сельскохозяйственных обрабатываемых землях.
МСОП относит этот вид к взывающим наименьшее беспокойство.